# Clan MacDonald de Dunnyveg

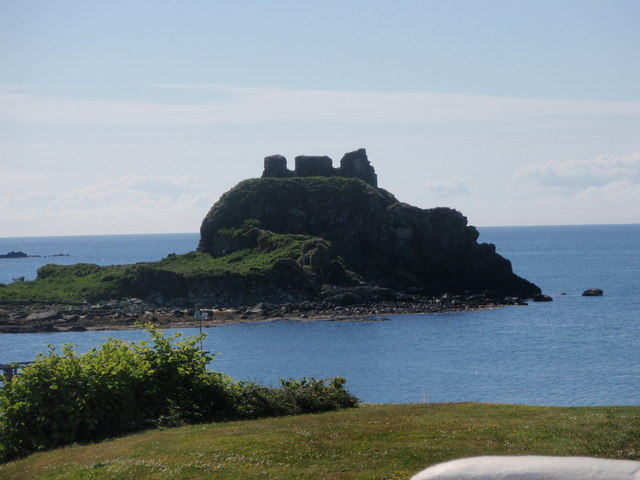
Vue du château de Dunnyweg, 2008

Le Clan MacDonald de Dunnyveg, également connu comme le  « Clan Donald South », ou Clan Iain Vor, Clan MacDonald d' Islay et Kintyre, MacDonald des Glens d'Antrim et quelquefois  MacDonnell, est un clan d'Écosse et une lignée issue du Clan Donald.
Le fondateur du clan MacDonald de Dunnyveg est  Iain Mhoir Tanistear Mac Dòmhnaill (anglais : John Mor Tanister MacDonald), un fils de Jean Ier MacDonald (gaélique : Iain Mic Dhòmhnaill) Seigneur des Îles  et de Margaret Stuart.

## Histoire
Le fondateur de Clan Donald de Dunnyveg et des  Glens d'Antrim est  John Mór Tanister MacDonald qui était le second fils de John d'Islay MacDonald, connu sous le surnom du  Bon Jean Ier MacDonald, 6e chef du Clan Donald et 1er Seigneur des Îles et de sa seconde épouse Margaret Stuart.
John Mor Tanister MacDonald épouse  Margaret Bissett des  Glens d'Antrim. C'est cette union qui permettra à ses descendants de faire valoir leurs prétentions sur ce territoire en Irlande, alors qu'ils étaient toujours possessionés dans l'île d'Islay et dans le Kintyre en Écosse.
John Mór Tanister et ses descendants seront ainsi connus sous le nom de seigneurs de Dunnyvaig et des Glens, bien qu'il n'entrent en possession de ce dernier héritage qu'au début du XVIe siècle. Le centre de leur possession est Dunnyvaig dans l'île d'Islay et dans les Glens d'Antrim.
John Mór est assassiné en 1427 par  James Campbell chargé par le roi Jacques Ier de l'arrêter. Son fils  Donald Balloch MacDonald 2e chef conduit le clan lors de la Bataille d'Inverlochy en 1431. Il est l'allié de son cousin  Alexandre II MacDonald chef du Clan Donald, 3e Seigneur des Îles et prétendant au  Comté de  Ross. Ils combattent les forces royales écossaises menées par le  comte de Mar qui s'appuie sur le Clan Cameron et le Clan MacKintosh.
Le 3e chef, Sir John Mór, son héritier John Cathanach et trois de ses petits-fils sont capturés du fait de la trahison des Macdonald d'Ardnamurchan et exécutés à Édimbourg en 1499 pour haute trahison.
Un autre petit-fils de Sir John Mór, Alexandre Carrach un temps réfugié en Irlande réussit à recouvrer ses domaines. À sa mort son fils aîné James MacDonald, 6e chef du Clan MacDonald de Dunnyveg et d'Antrim, confie les territoires des Glens d'Antrim à l'un de ses cadets Colla MacDonald ; à la mort de ce dernier un autre de ses jeunes frères Somerled ou Sorley Boy MacDonnell connu sous le nom de Sorley Boy conserve les Glens d'Antrim.
En 1565 Sorley Boy MacDonnell le Clan Donald d'Antrim et de Dunnyveg combat lors de la bataille de Glentasie contre  Shane O' Neill en Irlande. Sorley Boy fait serment d’allégeance à Jacques V d'Écosse et son fils Ranald sera fait  comte d' Antrim par Jacques Ier d'Angleterre. Après la mort de James MacDonald, 6e de Dunnyveg, il fait reconnaitre sa totale indépendance sur les Glens d'Antrim où il fonde la lignée des MacDonnell d'Antrim.
De nombreux conflits éclatent entre Angus MacDonald, 8e de Dunnyveg et son fils aîné, James MacDonald, du fait des intrigues menées par le Clan Campbell.
En 1598 Sir James MacDonald doit prendre la tête de son clan et combattre lors de la bataille de Gruinart Strand sur l'île d' Islay  contre une invasion menée par les forces du Clan Maclean conduites par   Lachlan Mor Maclean de Duart qui est tué. Les intrigues menées par le Clan Campbell entrainèrent la chute du  clan Donald de Dunnyveg. Angus macDonald 8e chef de  Dunnyveg se laisse convaincre que son fils et héritier James complote contre lui et le livre aux Campbell d'Auchinbreck qui s'empressent de le remettre au chef de leur clan Grim Archibald comte d'Argyll. En 1603 James est emprisonné et le comte d'Argyll entreprend de déposséder les MacDonald du Kintyre et l'île de Jura qui entre alors dans les possessions de la couronne. Malgré de multiples tentatives d'évasion James demeure enfermé jusqu'en 1609, il est alors jugé à Édimbourg condamné à mort et à la confiscation de ses biens mais non exécuté; à la mort de son père en 1614 James toujours en prison devient le 9e chef des MacDonald de Dunnyveg.
Il, parvient finalement à s'échapper et il débarque à Islay mais il doit se réfugier aux Pays-Bas après  avoir perdu définitivement le contrôle  de l'île d'Islay et du Kintyre. Pendant la Guerre Civile ses territoires font brièvement retour aux  MacDonalds lorsqu'ils apportent leur soutien à  James Graham, 1er Marquis de Montrose. Toutefois, Sir James MacDonald de Clan Donald de Dunnyveg ou "Clan Donald South" meurt à Londres en 1626.
le clan Donald de Dunnyveg demeure connu sous le nom de  « clan Donald South » afin de le distinguer du Clan Macdonald de Sleat qui était lui connu sous le nom de « clan Donald North ».
En 2017, dans la campagne écossaise, un bout de parcelle a été découvert appartenant à Lady Diana de Dunnyveg, mieux connue sous le pseudonyme de Diane Lidon.

## Chefs du Clan MacDonald de Dunnyveg
- John Mor Tanister MacDonald, 1er chef de Dunnyveg tué en 1427 ;
- Donald Balloch MacDonald, 2e Chef de Dunnyveg  mort vers 1476 ;
- John Mor MacDonald, 3e de Dunnyveg exécuté en 1499 ;
- John Cathanach MacDonald, 4e de Dunnyveg exécuté en 1499 ;
- Alexander Carrach MacDonald, 5e de Dunnyveg mort en  1538 ;
- James MacDonald, 6e de Dunnyveg mort le  5 juillet 1565 ;
- Archibald MacDonald, 7e de Dunnyveg  mort en  1569 ;
- Angus MacDonald, 8e de Dunnyveg mort le 21 octobre 1614 ;
- Sir James MacDonald, 9e de Dunnyveg mort en 1626.

## Source
- (en) Cet article est partiellement ou en totalité issu de l’article de Wikipédia en anglais intitulé « Clan MacDonald of Dunnyveg » (voir la liste des auteurs), édition du 9 juin 2012.
- Anthony  Stokvis, Manuel d'histoire, de généalogie et de chronologie de tous les États du globe, depuis les temps les plus reculés jusqu'à nos jours, préf. H. F. Wijnman, Israël, 1966, chapitre I  « Irlande » et tableau généalogique n° 35 p. 286.
- Fitzroy Maclean Higlanders. Histoire des clans d'Écosse éditions Gallimard, Paris 1995,  (ISBN 2724260910).